# Papierfabrik Obermühl

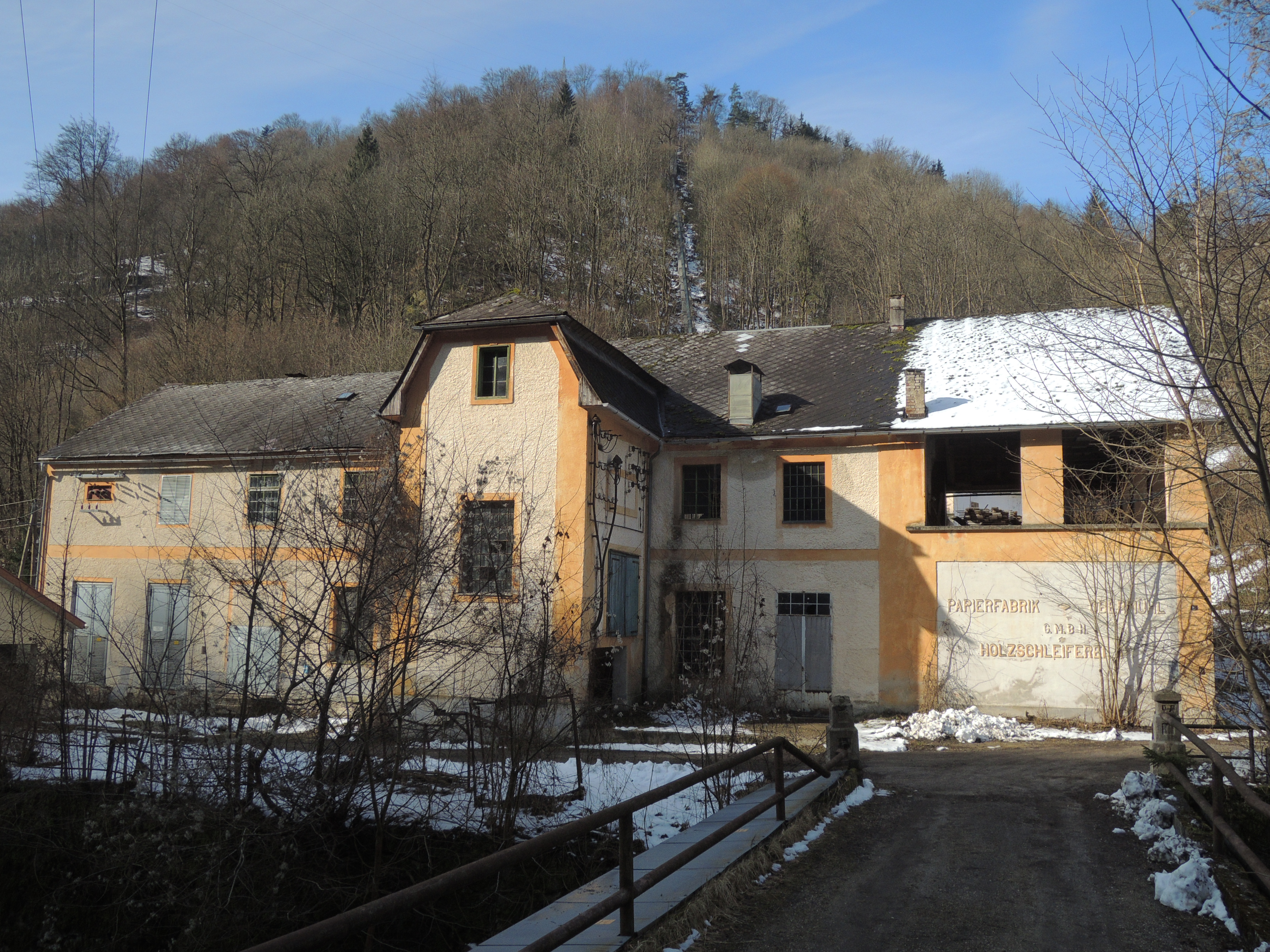
Die A-Schleiferei

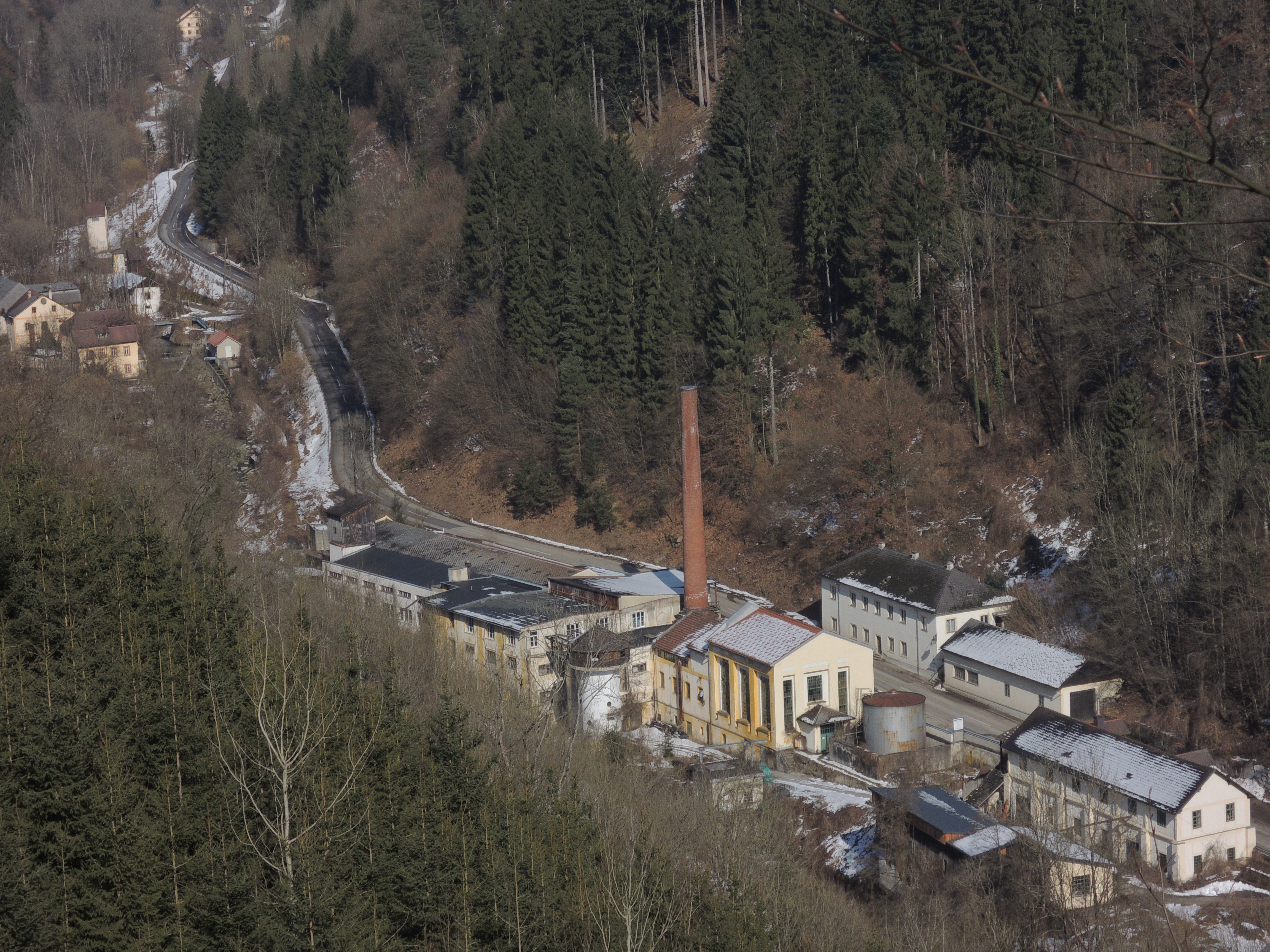
Gesamtansicht des Geländes

Die Papierfabrik Obermühl ist ein Fabriksgelände im unteren Tal der kleinen Mühl in Obermühl an der Donau.
In ihrer wechselvollen Geschichte wurde über einen Zeitraum von 120 Jahren Papier erzeugt.
Die Papierfabrik war viele Jahre lang ein wichtiger Arbeitgeber in der Region, in der ersten Hälfte des 20. Jahrhunderts waren zu Spitzenzeiten über 240 Personen beschäftigt. Seit der Stilllegung der Papierproduktion 1993 hat sich das Unternehmen auf die Verarbeitung und den Handel mit Verpackungspapieren spezialisiert. Dazu gehören insbesondere Seidenpapier (Sulfitseide und Recyclingseidenpapier), Packpapiere (Natronkraftpapier und Natronmischpapier) und Knüll- und Stopfpapiere (Schrenz). Die Rohpapiere werden europaweit zugekauft und in Form von Industrie- bzw. Ladenrollen sowie als Formatpapier an Großhändler und gewerbliche Abnehmer in ganz Österreich und auch Deutschland vertrieben. Ein weiterer Geschäftszweig ist die Stromerzeugung aus Wasserkraft, die kontinuierlich ausgebaut wird.

## Geschichte
Im Jahr 1865 erwarb der aus Zittau stammende Förster Carl Christian Müller, die Burg Pürnstein und Waldgebiete in der Umgebung der kleinen Mühl. Er errichtete 1869 die erste Holzschleiferei am Daglesbach, die sogenannte A-Schleiferei. Bereits 1873 konnte dann auch die erste Papiermaschine in Betrieb genommen werden.
In den folgenden Jahren kaufte C. C. Müller weitere Grundstücke entlang der kleinen Mühl, sodass bald die Schleifereien B und C, sowie 1891 eine zweite Papiermaschine in Betrieb genommen werden konnten. Der Name des Betriebs lautete damals „Augustenthaler Papier-Maschinenfabrik“. Die Ausdehnung entlang der kleinen Mühl hatte vor allem den Zweck, die mit den Grundstücken verbundenen Wasserrechte zur Energiegewinnung zu nutzen.
Nach dem Tod C. C. Müllers im Jahr 1899 wurde das Unternehmen von seinen Erben übernommen, und von mehrmals wechselnden Direktoren geführt. Die Papierfabrik geriet daraufhin unter anderem wegen schlechter Auftragslage und zu geringer Wasserführung in Schwierigkeiten, sodass 1913 Konkurs angemeldet wurde.
Danach wurde die Papierfabrik von der Länderbank Wien übernommen.
Nach dem Ende des Ersten Weltkriegs (1918) erlebte die Papierfabrik – seit 1924 unter der Leitung von Ernst Karl Nemeth – wieder einen Aufschwung, 1928 konnte eine Werks-Seilbahn errichtet werden. 1930 betrug die Jahresproduktion 6400 t. In dieser Zeit erreichte das Werksgelände seine größte Ausdehnung von 3,3 km Länge.
1941 kaufte Peter Reinhold, der seine Papierfabrik in Kröllwitz bei Halle schließen musste, die Papierfabrik Obermühl von der Länderbank und benannte sie in „Papierfabrik Cröllwitz-Obermühl GmbH“ um. Die Jahresproduktion erreichte 1941 mit 6560 t einen neuen Höchststand.
Nach Kriegsende, während der sowjetischen Besatzungszeit, wurde die Fabrik vom USIA Konzern beschlagnahmt und verwaltet. In dieser Zeit kam es neben einer Anhäufung von Schulden und des Hinauszögerns technischer Investitionen auch zum Verlust des ehemaligen Kundenstamms, da die USIA hauptsächlich eigene Betriebe belieferte.
1955 wurde der Betrieb an den österreichischen Staat übergeben. Anschließend ging die Fabrik zurück an die Söhne Reinholds. Seit 1957 unter der Führung von Lukas Reinhold, wurden schließlich die dringend notwendigen technischen Erneuerungen durchgeführt. Ein zuvor genehmigter ERP-Kredit kam aber zu spät zur Auszahlung, dass bei der gleichzeitigen Rezession des Papiermarktes der Konkurs 1964 nicht mehr verhindert werden konnte. Anschließend wurde die Papierfabrik von einer Auffangsgesellschaft übernommen. Diese Pachtgesellschaft musste keine Altschulden übernehmen. Nach einer kurzfristigen Verbesserung der Wirtschaftslage in den sechziger Jahren, ging es abermals abwärts, sodass es im Herbst 1972 zu einer Zwangsversteigerung kam.
Den Zuschlag erhielt Alois Sonnberger, der das Unternehmen um 10,6 Millionen Schilling erwarb. Er produzierte in der Papierfabrik Obermühl ab 1974 als erster in Österreich Recyclingpapier. Nach seinem Tod 1986 wurde das Werk von seinem Sohn Roland Sonnberger übernommen.
Nachdem bereits 1990 eine der beiden Papiermaschinen verkauft worden war, musste dann 1993 schließlich die Papierproduktion stillgelegt werden.
Seitdem hat sich das Unternehmen auf den Groß- und Einzelhandel sowie auf die Konfektion von Papierprodukten spezialisiert. Darüber hinaus wird elektrische Energie aus Wasserkraft erzeugt.
Heute sind viele Gebäude am Gelände der Papierfabrik ungenutzt, teilweise in baufälligem Zustand. An anderen Gebäuden wiederum wurden Renovierungsarbeiten durchgeführt. Das Gelände hat sich den Charakter eines Industriebetriebs aus der ersten Hälfte des 20. Jahrhunderts bewahrt.

## Wasserkraft
Die Nutzung der Wasserkraft hatte schon immer einen hohen Stellenwert für die Papierfabrik. In der Vergangenheit wurde die Kraft mittels Transmission von den Wasserturbinen auf die Maschinen übertragen. Das hatte jedoch den Nachteil, dass bei niedriger Wasserführung der genutzten Gewässer mit Einschränkungen oder Stillstand der Produktion zu rechnen war. In der Papierfabrik behielt man die Transmissionen teilweise noch bis zur Stilllegung der Papierproduktion 1993 bei. Seit dieser Zeit wurden alle Wasserkraftanlagen auf Generatorantrieb umgebaut.
Heute befinden sich auf dem Gelände der Papierfabrik vier Kleinwasserkraftwerke, ein fünftes ist in Planung:
- Das Kraftwerk A-Schleiferei nutzt das Wasser des Daglesbaches. Dieser wird oberhalb des Tals der kleinen Mühl aufgestaut und anschließend über eine Rohrleitung mit etwa 125 m Fallhöhe der Turbine zugeführt. An dieser für die Wasserkraftnutzung günstigen Stelle begann auch 1869 die Geschichte der Papierfabrik.

An der kleinen Mühl wird das Wasser beginnend bei der Bruckmühle aufgestaut und anschließend von drei Wasserkraftwerken hintereinander genutzt:
- Das Kraftwerk B-Zentrale in der B-Schleiferei (Höllmühle)
- Das Kraftwerk A-Zentrale
- Das Kraftwerk Fabrikszentrale wurde 2004 unmittelbar am Ufer der kleinen Mühl neu errichtet. Hier wurde eine Kaplan-Spiralturbine mit 386 kW eingebaut.[1]

Bei der Modernisierung der Kleinwasserkraftwerke wurden in den letzten Jahren auch Fischaufstiegshilfen errichtet.